# Дитрих I (маркграф Мейсена)
Дитрих Угнетённый (нем. Dietrich der Bedrängte; ок. 1162 — 18 февраля 1221) — граф Вейсенфельса с 1190, маркграф Мейсена (Дитрих I) с 1198, маркграф Нидерлаузица и граф Айленбурга и Гройча (Дитрих III) с 1210, второй сын маркграфа Оттона Богатого и Гедвиги фон Балленштедт.

## Биография
Дитрих пользовался большим благоволением матери, Гедвиги фон Балленштедт, чем его старший брат Альбрехт Гордый. Под влиянием жены маркграф Мейсена Оттон Богатый составил завещание, по которому Мейсенскую марку должен был унаследовать не его старший сын, Альбрехт, а второй — Дитрих. Однако это вызвало недовольство Альбрехта, восставшего против отца. В итоге после смерти Оттона Мейсен унаследовал именно Альбрехт. Дитриху же остался только Вейсенфельс в Тюрингии.
Дитрих в 1189 году отправился в составе армии императора Фридриха I Барбароссы в Третий крестовый поход. Из похода он вернулся только в 1191 году, после чего начал борьбу с братом за отцовское наследство. Для того, чтобы найти союзника, Дитрих в 1194 году женился на Ютте, дочери ландграфа Тюрингии Германа I. В том же году в союзе с тестем Дитрих разбил Альбрехта около Вейсенфельса. Сам Альбрехт бежал с поля боя, а ряд его рыцарей попал в плен. Однако большего успеха Дитрих не добился, и в 1195 году он отправился в паломничество в Святую Землю.
В том же 1195 году умер Альбрехт. Однако император Генрих VI отказался передать богатый Мейсен Дитриху, оставив марку под своим управлением.
После неожиданной смерти в 1197 году императора Генриха VI Дитрих вернулся в Германию. В разгоревшемся споре за корону Дитрих поддержал Филиппа Швабского, брата покойного императора, который в 1198 году был на съезде знати в Мюльхаузене избран римским королём. В обмен за поддержку Филипп передал Дитриху все наследственные отцовские владения, включая Мейсенскую марку.
В последующей борьбе между Филиппом Швабским и Оттоном Брауншвейгским за императорскую корону Дитрих неизменно держал сторону Филиппа. Но после убийства в 1208 году Филиппа Швабского Дитрих, как и многие другие сторонники Гогенштауфенов, чтобы избежать анархии был вынужден признать королём Оттона Брауншвейгского.
В 1210 году умер маркграф Нидерлаузица Конрад II. Наследников он не оставил, и его владения потребовал себе Дитрих, как ближайший родственник покойного маркграфа по мужской линии. В обмен за это он пообещал Оттону Брауншвейгскому 15 тысяч марок. В итоге император утвердил передачу земель Конрада Дитриху. При этом из 15 тысяч Дитрих выплатил только 10 тысяч, остальные 5 тысяч император разрешил Дитриху оставить себе. В итоге владения Дитриха серьёзно увеличились. Он унаследовал Нидерлаузиц, Рохлиц, Ландсберг, Гройч, Остерланд и Айленбург. При этом ему пришлось спорить из-за прав на Ландсберг с маркграфами Бранденбурга, а из-за Нидерлацзица — с королём Чехии Пржемыслом Отакаром I. Конфликт с чешским королём которым подогревало то, что Пржемысл Отакар I развёлся с сестрой Дитриха. По инициативе Дитриха император Оттон даже объявил Пржемысла Отакара I лишённым чешской короны, признав королём Вратислава, сына Пржемысла Отакара I от брака с сестрой Дитриха.
В 1212 году Дитрих перешёл на сторону противника Оттона Брауншвейгского — Фридриха II Гогенштауфена, поддержав избрание того императором. Однако из-за того, что Фридрих признал королём Чехии Пржемысла Отакара I, личного врага Дитриха. Дитрих помогал Оттону Брауншвейгскому в осаде Вайсензее, но уже в 1213 окончательно перешёл на сторону Фридриха II. В обмен за это Фридрих подтвердил все лены, полученные Дитрихом, а также передал ещё ряд владений. В результате Дитрих стал самым могущественным имперским князем на востоке Священной Римской империи.
В последние годы правления Дитриха начался конфликт с городом Лейпциг. Лейпциг считался леном епископа Мерзебурга, но Дитрих попытался увеличить своё влияние в городе, но столкнулся с противодействием его жителей. Но в 1217 году Дитриху всё же удалось привести город к подчинению. Также ему пришлось спорить из-за ряда ленов с епископами Мейсена, Мерзебурга и Наумбурга.
Дитрих умер 18 февраля 1221 года. Подозревали, что причиной его смерти стало отравление. Тело его было похоронено в родовой усыпальнице в монастыре Альтцелле. Наследовал ему третий сын, Генрих III Светлейший.

## Брак и дети
Жена: с 1194 Ютта Тюрингская (1183 — 6 августа 1235), дочь Германа I, пфальцграфа Саксонии и ландграфа Тюрингии, и Софьи фон Зоммершенбург. Дети:
- Гедвига (ум. 2 февраля 1249); муж: Дитрих IV (ум. 1260), граф Клеве
- Оттон (ум. 9 августа до 1214)
- Софья (ум. 17 марта 1280); муж: Генрих I (ум. 9 апреля 1262), граф фон Хеннеберг
- Конрад, монах в монастыре Пересберг в Эрфурте в 1220
- Генрих III Светлейший (21 мая/23 сентября 1218—1288), маркграф Мейсена и Нидерлаузица с 1221 года, ландграф Тюрингии и пфальцграф Саксонии с 1247 года.

После смерти мужа Ютта Тюрингская 3 января 1223 году вышла замуж вторично — за Поппо VII (ум. 21 мая 1245), графа фон Хеннеберг.
Также Дитрих имел двух незаконнорождённых сыновей от неизвестной любовницы:
- Дитрих (ум. 22 сентября 1272), епископ Наумбурга с 1243
- Генрих (ум. 31 июля 1259), настоятель Мейсенского кафедрального собора с 1241